# Liste der Naturdenkmale in Quierschied
Die Liste der Naturdenkmale in Quierschied nennt die auf dem Gebiet der Gemeinde Quierschied im Regionalverband Saarbrücken im Saarland gelegenen Naturdenkmale.

## Naturdenkmale
| Bild                          | Bezeichnung                      | Ort                                          | Beschreibung                                                                        | Art | Nr.                                |
| ----------------------------- | -------------------------------- | -------------------------------------------- | ----------------------------------------------------------------------------------- | --- | ---------------------------------- |
| Fotos hochladen               | Steinblöcke (Holzer Konglomerat) | Quierschied 49° 19′ 25,7″ N, 6° 59′ 48,5″ O) | südöstlich der Straße Riegelsberg–Holz, Revier Holz                                 |     | ND-201-RVS-QUI (ex: D 5.04.001 ND) |
| mehr Fotos \| Fotos hochladen | Hohler Stein                     | Quierschied 49° 19′ 16,7″ N, 7° 1′ 4,4″ O)   | am Weg Holz – Knappschaftskrankenhaus Quierschied, Revier Quierschied, Abt. 655.0.1 |     | ND-202-RVS-QUI (ex: D 5.04.002 ND) |